# アジア・太平洋吹奏楽指導者協会
アジア・太平洋吹奏楽指導者協会（アジアたいへいようすいそうがくしどうしゃきょうかい、Asia Pacific Band Directors' Association, APBDA）は、日本、韓国、香港、台湾、フィリピン、タイ、シンガポール、マカオ、オーストラリア、ニュージーランド、中国、インドネシア、マレーシア等の国と地域の吹奏楽関係の指導者によって組織される。資料によっては「アジア・パシフィック吹奏楽指導者協会」と記載されることがある。「アジアパシフィックバンド連盟(APBA)」とは別組織である。

## 概要
1978年(昭和53年)に当時の日本吹奏楽指導者協会の理事長 春日學 の発案で発足し、第1回大会を東京で開催。吹奏楽に関する研究発表、講演、コンサート等を2年毎に企画・開催している。

## 目的
アジアと太平洋地域の文化に於ける吹奏楽と吹奏楽曲の改善と発展に寄与することを目的とし、併せて世界平和に貢献する。

## 事業
- 吹奏楽活動,吹奏楽曲,編成,吹奏楽曲録音,吹奏楽祭その他必要な吹奏楽活動についての情報の交換
- 各国・地域間の音楽的交流の促進
- 各国・地域間の吹奏楽活動の後援・援助
- 吹奏楽指導者の育成やグレード・テストに関する情報の交換
- インターネットによる定期的情報の提供

## 沿革
- 1978年 - 東南アジア吹奏楽指導者協会(South east Asia Band Directors' Association, SABDA)発足。日本、香港、韓国、マレーシア、フィリピン、台湾、シンガポールの国と地域の吹奏楽関係の指導者によって組織[7]。
- 1988年 - 名称をアジア吹奏楽指導者協会(Asia Band Directors' Association, ABDA)に改称。
- 1990年 - 名称をアジア・太平洋吹奏楽指導者協会(Asia Pacific Band Directors' Association, APBDA)に改称[8]。

## 組織及び主な活動

### 役員(日本人)
- 初代会長　春日學 (1978年-1993年)
- 二代会長　秋山紀夫 (1994年-1996年)[注 1]
- 事務局次長　黒川圭一 (2024年現在)
- 理事　山本真理子,黒川圭一 (2024年現在)[注 2]
- 名誉会長　 秋山紀夫 (1996年-????年)
- 前職待遇名誉会長[注 3]　秋山紀夫 (????年-)
- 名誉会員　遠山詠一 (1932年-2024年)
- 第20回大会実行委員長　遠山詠一[9]

### アジア・太平洋吹奏楽指導者協会大会
日本では日本吹奏楽指導者協会が吹奏楽の国際的な普及とレベルの向上に努めるために、毎回、参加している。
| 回 数             | 年     | 開 催 地                | 出 演 団 体 ( 日 本 ) |
| ----------------- | ------ | ----------------------- | --- |
| 第1回             | 1978年 | 東京,日本               | 東京佼成ウインドオーケストラ |
| 第2回             | 1980年 | 東京,日本               | 東京佼成ウインドオーケストラ 東京・元加賀小学校 |
| 第3回             | 1982年 | ソウル,韓国             | 富山県高等学校選抜 |
| 第4回             | 1984年 | マニラ,フィリピン       | 富山商業高等学校 富山県青少年オーケストラ |
| 日台親善 研修旅行 | 1986年 | 台北,台湾               | 富山女子高等学校 |
| 第5回             | 1988年 | チェンマイ,タイ         | 福岡・精華女子高等学校 |
| 第6回             | 1990年 | 光州,韓国               | 福岡・新宮高等学校 |
| 第7回             | 1992年 | 台北,台湾               | 浜松市高等学校選抜 富山女子高等学校 豊島区吹奏楽団 |
| 第8回             | 1994年 | 浜松,日本               | 中央大学 浜松ワイルドウインズ 浜松商業高等学校 浜松北部中学校 蜆塚幼稚園 |
| 第9回             | 1996年 | 香港                    | からす川音楽集団 全日本高等学校選抜 |
| 第10回            | 1998年 | シドニー,オーストラリア | 神奈川・東海大学付属相模中学校 福岡・鞍手高等学校 |
| 第11回            | 2000年 | 嘉義,台湾               | 東京佼成ウインドオーケストラ 静岡大学 |
| 第12回            | 2002年 | 広州,中国               | 福岡工業大学附属城東高等学校 アカデミック金管5重奏団 |
| 第13回            | 2004年 | 済州島,韓国             | 熊本・八代白百合学園高等学校 |
| 第14回            | 2006年 | マカオ                  | 参加バンドなし |
| 第15回            | 2008年 | 台南,台湾               | 東京・片倉高等学校 阪神国公立大学選抜 |
| 第16回            | 2010年 | 香港                    | 参加バンドなし |
| 第17回            | 2012年 | シンガポール            | 東京・片倉高等学校 |
| 第18回            | 2014年 | 済州島,韓国             | 福岡・嘉穂高等学校 |
| 第19回            | 2016年 | 北京,中国               | 浜松市ユース選抜吹奏楽団 |
| 第20回            | 2018年 | 浜松,日本               | 浜松市小学校合同吹奏楽団 浜松市立快晴中学校 浜松聖星高等学校 浜松商業高等学校 ヤマハ吹奏楽団 フィルハーモニックウインズ浜松 浜松市ユース選抜吹奏楽団 尚美ウインドオーケストラ |
| 第21回            | 2021年 | 台南,台湾               | 洛南高等学校（参加中止） 明浄学院高等学校（参加中止） |
| 第22回 中止       | 2024年 | 大田,韓国               | |
| 第23回            | 2025年 | シンガポール            | 神奈川大学吹奏楽部 |
| 第24回            | 2027年 | 香港                    | |